# فلاديمير ليفنشتاين
فلاديمير ليفنشتاين (بالروسية: Левенштейн, Владимир Иосифович)‏ ( 20 مايو 1935- 6 سبتمبر 2017)، عالم روسي ولد في 1935، قام بأبحاث في مجال نظرية المعلومات وخاصية تصحيح الخطأ، حائز على وسام ريتشارد هامينغ في عام 2006.